# Peter Georg von Puttkamer
Peter Georg von Puttkamer (* 12. Januar 1714 in Görshagen; † 22. August 1775 in Aken) war ein preußischer Oberst und Chef des Garnisonsregiments Nr. 4 sowie Erbherr von Görshagen und Schlackow.
Seine Eltern waren Joachim Heinrich von Puttkamer (* 12. Januar 1671; † 4. Juni 1730) und dessen Ehefrau Barbara Elisabeth von Puttkamer (* 18. Februar 1684; † 16. Dezember 1763) aus dem Haus Schlackow.

## Leben
Er kam 1731 in das Kadettenkorps und wurde 1734 als Fahnenjunker in das Infanterie-Regiment Nr. 31 versetzt. Von dort wurde er am 15. Oktober 1740 als Fähnrich in das Füsilier-Regiment Nr. 35 (Prinz Heinrich) versetzt. Am 2. Dezember 1743 wurde er Seconde-Lieutenant, am 5. Juni 1751 Premier-Lieutenant und am 29. Oktober 1756 Stabshauptmann. 
Am 23. Februar 1757 während des Siebenjährigen Krieges wurde er Hauptmann, erhielt die Grenadierkompanie Billerbeck und kämpfte bei der Belagerung von Prag. Im Jahr 1759 während der Schlacht bei Kunersdorf bekam er einen Schuss durch die rechte Hand. Am 6. März 1760 wurde er zum Major befördert und am 3. November des Jahres kämpfte er in der Schlacht bei Torgau. Im Jahr 1762 befand er sich bei der Belagerung von Schweidnitz. 
Nach dem Krieg wurde er am 11. August 1767 Oberstleutnant und am 7. Juni 1771 Oberst.
Am 23. Mai 1772 erhielt er das Garnisonsregiments Nr. 4. Er starb unverheiratet im Jahr 1775 an einem Knochengeschwür.
In seinem Testament vererbte er seine Güter an seine Lehnsvettern und 500 Taler an seine vier Diener. Der Rest fiel an Johann Friedrich Limpius, den Sohn eines Feldwebels, den er zur Erziehung bei sich aufgenommen hatte.